# Glycyrrhizeae
Glycyrrhizeae Rydb., 1917 è una tribù di piante della famiglia delle Fabacee (sottofamiglia Faboideae).

## Distribuzione e habitat
Questa tribù ha un'ampia distribuzione: la maggior parte delle specie ha un areale eurasiatico, che si estende dalla regione mediterranea sino alla Mongolia e alla Cina; una specie è presente in Australia (Glycyrrhiza acanthocarpa), una in Nord America (G. lepidota) e una nelle regioni temperate di Argentina e Cile (G. astragalina).

## Tassonomia
Questo raggruppamento veniva collocato in passato nella tribù delle Galegee, sottotribù Glycyrrhizinae. Recenti studi filogenetici hanno portato alla sua segregazione in una tribù a sé stante.
Comprende i seguenti generi:
- Glycyrrhiza L. (17 specie)
- Glycyrrhizopsis Boiss. (1 sp.)